# Scott Ross
Pour les articles homonymes, voir Ross.
Scott Ross, né le 1er mars 1951 à Pittsburgh, en Pennsylvanie (États-Unis), et mort le 13 juin 1989 à Assas (Hérault, France), est un organiste et claveciniste américain.

## Biographie
Né dans une famille américaine cultivée, d'un père journaliste et d'une mère peintre et publicitaire, Scott Stonebreaker Ross perd son père à l'âge de dix ans en 1960. Il apprend le piano et l'orgue dès l'âge de six ans.
Sa mère décide de s'installer en France en 1964. Il y fait la rencontre de Pierre Cochereau qui l'encourage à s'inscrire, l'année suivante, au conservatoire de Nice, dont il est le directeur. Scott Ross choisit le clavecin comme second instrument et suit l'enseignement d'Huguette Grémy-Chauliac.
Scott Ross travaille beaucoup et étudie de lui-même la musicologie et la facture des clavecins. En 1967, il entre à l'Académie d'orgue de Saint-Maximin-la-Sainte-Baume, dans la classe de Michel Chapuis. Il se présente au concours de Bruges en 1968 et s'inscrit en 1969 au Conservatoire national supérieur de musique et de danse de Paris. Il obtient le premier prix du Concours de Bruges en 1971. En 1973, Scott Ross est nommé chargé de cours à l'École de Musique de l'Université Laval de Québec, où il enseignera jusqu'en 1986.
Il s'établit en France à Assas dans le département de l'Hérault, près du château de la famille Demangel qui possède un clavecin français (anonyme) du milieu du XVIIIe siècle, à 2 claviers et 4 registres . Scott Ross enregistre de nombreuses œuvres sur cet instrument, notamment les intégrales de l'oeuvre pour clavecin de François Couperin et de Jean-Philippe Rameau.
Parallèlement, il mène une carrière internationale de concertiste et réalise de nombreux enregistrements discographiques. Il enregistre en particulier la première intégrale des 555 sonates de Domenico Scarlatti, jouée par un seul interprète, en 1985. En même temps, il interprète ces sonates au clavecin pour France Musique et offrira à ses auditeurs une surprise : une 556e sonate pour le 1er avril 1985, entièrement écrite de sa main. Personne ne remarquera la supercherie.
Assez atypique sur la scène musicale classique avec ses blousons de cuir et ses santiags, il est l'un des plus notoires interprètes des Variations Goldberg de Bach au clavecin, avec Gustav Leonhardt et Blandine Verlet.
Scott Ross meurt le 13 juin 1989 à Assas, à l'âge de 38 ans, des suites d'une infection par le VIH.

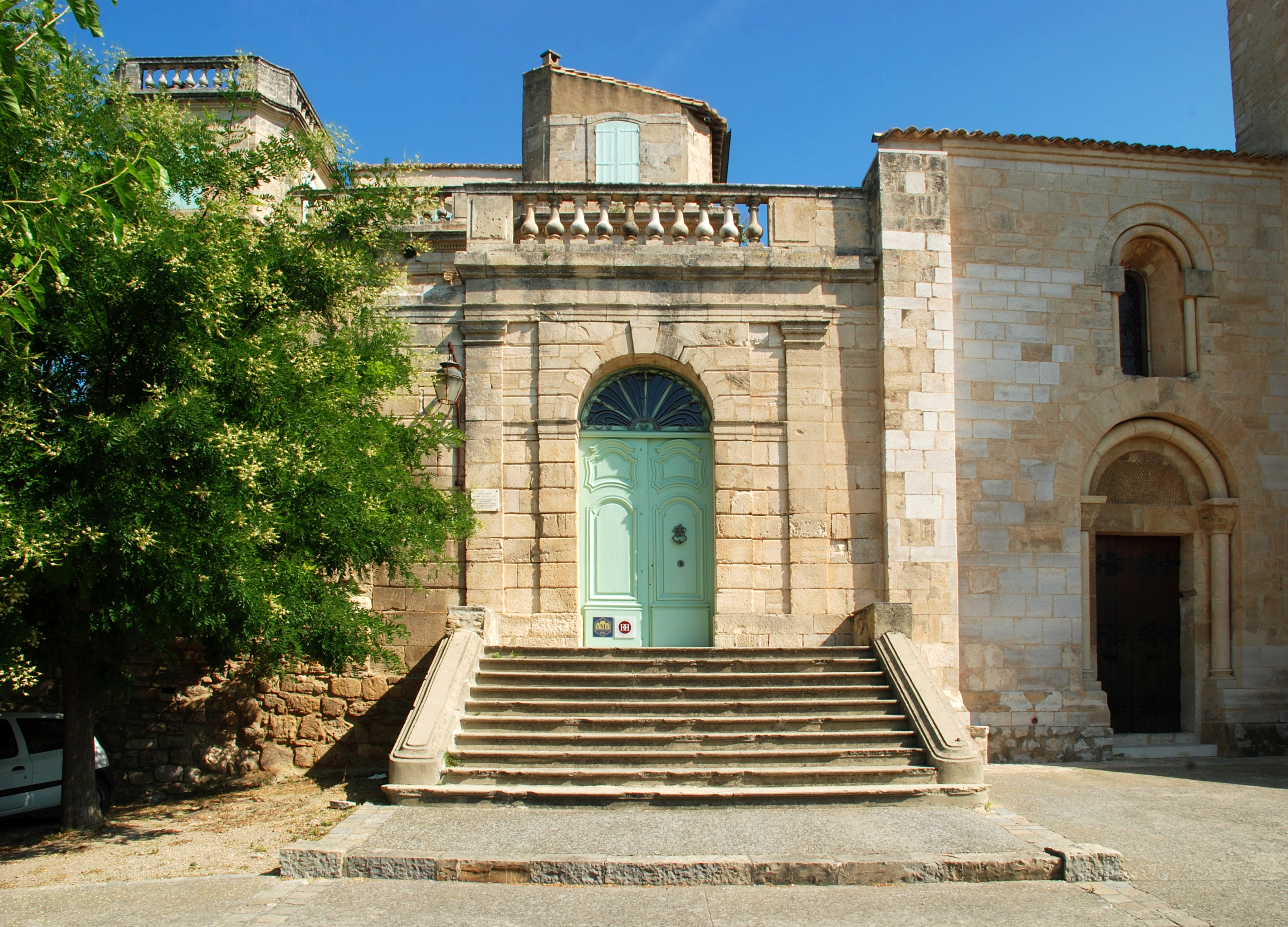
Entrée du château d'Assas.

## Enregistrements
- Les 555 sonates pour clavecin de Domenico Scarlatti, de juin 1984 à septembre 1985, dans la chapelle du château d'Assas (Hérault) et dans les studios de Radio France.
- Deux enregistrements des Variations Goldberg BWV 988 de Bach (chez Erato puis Virgin), les six Partitas BWV 825-830 (chez Erato).
- Le Concerto italien BWV 971, l'Ouverture à la française BWV 831, la Fantaisie chromatique et fugue BWV 903 et les 4 Duetti BWV 802-805 de Johann Sebastian Bach (chez Erato).
- L'intégrale de la musique pour clavecin de Rameau jouée sur le clavecin du château d'Assas (chez Stil) et enregistrée en 1975.
- Les quatre livres de François Couperin, enregistrement au château d'Assas (chez Stil) en 1977 et 1978.
- Les pièces d'orgue et de clavecin (sauf les transcriptions de Lully) du livre de Jean-Henri d'Anglebert (chez Erato) enregistrées en 1987.
- L'intégrale des 8 suites de 1720 pour clavecin de Haendel (chez Erato).
- Le Fandango et des sonates de Padre Antonio Soler (chez Erato)[9].
- Un récital Frescobaldi, son dernier enregistrement réalisé en mars 1989 (CD publié chez EMI le 7 novembre 1989).
- Les deux messes pour orgue de François Couperin (chez Stil) sur l'orgue Pascal Quoirin de Saint-Rémy-de-Provence.
- Les deux livres du Clavier Bien Tempéré de Johann Sebastian Bach (enregistrement Radio-Canada 1980, paru chez Perspective).
- Deux disques en concert (clavecin et orgue) de compositeurs variés (chez INA Mémoire Vive).
- Deux disques pour Radio Canada (clavecin et orgue) intitulés The Art of Scott Ross, compositeurs variés (chez Perspective).
- 30 sonates pour clavecin de Domenico Scarlatti (K1 à K30) en 1973 (chez Stil).
- Un récital J.S Bach (4e partita et extraits de l'Offrande musicale) en 1971 (chez Stil), 1er disque de Scott Ross.
- Récital à Saint-Guilhem-le-Désert (Suite en mi et premier concert de Jean-Philippe Rameau, Partita BWV 484 de Jean-Sébastien Bach, trois sonates de Domenico Scarlatti) enregistré en 1986 (chez INA Mémoire Vive)

## Films
Une leçon particulière, réalisation de Claude Mouriéras, conception d'Olivier Bernager et François Manceaux. Film tourné à la Villa Médicis en avril 1989.